# Mao (cantor brasileiro)
José Rodrigues Mao Júnior, mais conhecido como Mao (São Paulo, 26 de março de 1963) é um cantor e professor universitário, sendo um importante membro do movimento punk no ABC.
É vocalista e líder da banda de punk rock Garotos Podres, fundada em 1982. É autor de "Vou Fazer Cocô" e "Papai Noel, Velho Batuta".
Mao é professor e leciona desde 1988. Atualmente, é Professor do Instituto Federal de Educação, Ciência e Tecnologia de São Paulo, sendo um especialista nos temas da Revolução Cubana e do Anti-Imperialismo.
É conhecido pelo seu posicionamento de esquerda.

## Biografia

### Início
Mao afirma que tinha 14 anos quando ouvi falar pela primeira vez em “Punk Rock”. Era 1977, em plena Ditadura Militar. Se identificou imediatamente com a proposta contestadora do movimento. Naquela época ele era apenas um garoto que gostava de matar aula para se meter no meio das manifestações. Foi assim nas greves estudantis de 1977 e na dos metalúrgicos de 1979 e 1980.
Sua primeira banda foi o Submundo, formada em Santo André em 1980.

### Garotos Podres
Mao fundou o grupo Garotos Podres em 1982, em Mauá, tendo ao fundo um cenário punk engajado com a causa de trabalhadores.
Em 1983, a banda se apresentou pela primeira vez em um festival para o Fundo da Greve de Metalúrgicos do ABC, festejando um país em transição para a democracia.
A banda estourou em 1985 com o disco independente “Mais Podres do que Nunca”, que vendeu 50 mil cópias. Músicas como "Papai Noel, Velho Batuta", "Vou Fazer Cocô" e "Anarquia Oi" popularizaram a banda, que passou ser conhecida pelo Brasil.
Em 1993, compôs a música “Fernandinho Veadinho”, no álbum “Canções para Ninar”, que fazia referência ao ex-presidente Fernando Collor de Mello, que se incomodou e pediu ao Ministério da Justiça que proibisse esta música. Com este álbum, realizaram shows na Europa e Estados Unidos.
Em 17 de novembro de 2010, sofre um infarto.[carece de fontes?]

### O Satânico Dr. Mao e os Espiões Secretos (2012-2016)
Em julho de 2012, após uma confusão em um show em Araraquara, a banda se separa, por questões politicas e ideológicas. Mao e o guitarrista Cacá Saffiotti rompem com Sukata e Leandro Ferreira (baterista). Mao registrou o nome no Inpi (Instituto Nacional de Propriedade Industrial), mas, como o processo de análise e aprovação da marca é lento, Sukata e Leandro rapidamente remontaram o Garotos Podres com outra formação, tendo o veterano Gildo Constantino (ex-Pátria Armada) como vocalista.
Enquanto a questão jurídica não se resolvia, o líder da banda monta, em 2014, a banda O Satânico Dr. Mao e os Espiões Secretos, com Uel (baixo) e Shu (bateria).

### Retorno dos Garotos Podres
A partir de 2016, Mao começa a retomar suas atividades no Garotos Podres, após conseguir o uso da marca.
Com a banda, segue se apresentando pelo Brasil.

### Formação acadêmica
Estudou na ETI Lauro Gomes, em São Bernardo do Campo. Possui graduação em Bacharelado e Licenciatura em História pela Universidade de São Paulo (1992), mestrado em História Econômica (1999) e doutorado em História Econômica também pela USP. Sua tese de doutoramento foi “A Revolução Cubana e a Questão Nacional – 1868/1963”. Atuou no sindicato dos professores do ABC - Sinpro-ABC.
Em 2007, Mao lançou o livro "A Revolução Cubana e a Questão Nacional (1868-1963)", resultado de sua tese de doutorado.

## Discografia

### Álbuns
- Mais Podres do que Nunca (LP, 1985, Rocker/Lup-Som)
- Pior que Antes (LP, 1988, Continental)
- Canções para Ninar (LP/CD, 1993, Radical Records)
- Com a Corda Toda (CD, 1997, Paradoxx Music)
- Garotozil de Podrezepam (CD, 2003, Independente)
- Contra os Coxinhas Renegados Inimigos do Povo (CD. 2014, Independente)
- Canções de Resistência (compacto digital, One RPM, 2018)

### Ao Vivo
- Rock de Subúrbio - Live! (CD, 1995, Garotos Podres Records)
- Garotos Podres - Live in Rio (CD, 2001, Independente)

### Compilações
- Ataque Sonoro (LP, 1985, Ataque Frontal)
- Vozes da Raiva Vol.1 (CD, 1994, Fast'n'loud)
- Um Chute na Oreia! (CD, 1995, Fast'n'loud)
- Urbanoise (CD, 1996, Rotten Records)
- Play it Loud (CD, 1996, Fast'n'loud)
- Arriba! Arriba! (CD, 1997, Fast'n'loud)
- Caught in the Cyclone (CD, 1997, Cyclone Records)
- Punk Rock Makes the World Go Round (CD, 1997, Teenage Rebels Records)
- Cult 22 (CD, 1997, RVC Music)
- Rock da Cidade (CD, 1998, Paradoxx Music)
- Sexta Rock (CD, 1998, Paradoxx Music)
- Oi! Um Grito de União Vol.3 (CD, 2000, Rotten Records)
- Garotos Podres & Albert Fish Split (CD, 2006)